# (33136) 1998 DZ
1998 DZ (asteroide 33136) é um asteroide da cintura principal. Possui uma excentricidade de 0.05460050 e uma inclinação de 2.92195º.
Este asteroide foi descoberto no dia 18 de fevereiro de 1998 por Klet em Kleť.